# Scolopsis
Scolopsis là một chi cá biển thuộc họ Cá lượng. Chi này được lập bởi Georges Cuvier vào năm 1814.

## Từ nguyên
Tên chi được ghép bởi hai âm tiết trong tiếng Hy Lạp cổ đại: skôlos (σκῶλος; "ngạnh, gai") và ópsis (ὄψις; "hình dạng"), hàm ý có lẽ đề cập đến ngạnh lớn ngược vào dưới ổ mắt và/hoặc rìa sau có răng cưa của xương trước nắp mang.

## Các loài
Hiện hành có 21 loài được công nhận trong chi này, gồm:
- Scolopsis affinis W. K. H. Peters, 1877
- Scolopsis aurata (Park, 1797)
- Scolopsis bilineata (Bloch, 1793)
- Scolopsis bimaculata Rüppell, 1828
- Scolopsis ciliata (Lacépède, 1802)
- Scolopsis curite Cuvier, 1815
- Scolopsis frenata (Cuvier, 1830)
- Scolopsis ghanam (Fabricius, 1775)
- Scolopsis japonica (Bloch, 1793)
- Scolopsis lacrima Nakamura, Béarez & Motomura, 2019
- Scolopsis lineata Quoy & Gaimard, 1824
- Scolopsis margaritifera (Cuvier, 1830)
- Scolopsis meridiana Nakamura, Russell, Moore & Motomura, 2018
- Scolopsis monogramma (Cuvier, 1830)
- Scolopsis regina Whitley, 1937[2]
- Scolopsis taeniata (Cuvier, 1830)
- Scolopsis taenioptera (Cuvier, 1830)
- Scolopsis temporalis (Cuvier, 1830)
- Scolopsis trilineata Kner, 1868
- Scolopsis vosmeri (Bloch, 1792)
- Scolopsis xenochrous Günther, 1872

## Sinh thái
S. bilineata và S. margaritifera còn nhỏ có khả năng bắt chước kiểu hình của nhiều loài cá mào gà Meiacanthus có độc, gọi là bắt chước kiểu Bates. Còn S. monogramma còn nhỏ lại là kiểu hình mẫu để cá mú con Plectropomus maculatus bắt chước.